# Edward Bernays
Edward Louis Bernays, más conocido como Edward Bernays (Viena, Austria, 22 de noviembre de 1891–Cambridge, Massachusetts, Estados Unidos, 9 de marzo de 1995), fue un publicista, periodista e inventor de la teoría de la propaganda y las relaciones públicas. Judío de nacionalidad austríaca y sobrino de la esposa de Sigmund Freud hijo de un hermano de Marta la esposa de Freud, utilizó ideas relacionadas con el inconsciente en Norteamérica para la persuasión del «sí mismo» (self) en el ámbito publicitario masivo. Propaganda, su libro más célebre, se publicó en 1928.

## Biografía
Nació en el seno de una familia judía. Siendo aún niño, sus padres se mudaron a los Estados Unidos. En 1912, se graduó de agricultura en Cornell, pero su verdadera pasión eran las comunicaciones, donde se desempeñó en la publicidad, periodismo y finalmente en las relaciones públicas, a las cuales se dedicó por completo, y llegó a ser considerado el «padre» de la profesión por muchos estudiosos, al dar el primer gran paso definiéndola, resaltando la necesidad imperiosa de ejercerla, indicar sus funciones y su campo de acción, en vista de la alta demanda existente en el área comunicacional de las organizaciones y la creciente necesidad social por ser escuchados.[cita requerida]
Fue el pionero mundial de las relaciones públicas, al ser él quien les dio nombre y el primero en publicar un libro sobre la materia en 1923 en Nueva York, titulado 'Cristalizando la opinión pública, traducido al castellano y publicado en los años 1990 en España por Gestión 2000. El propio Bernays lo presentó en Madrid y Barcelona junto al libro de su discípulo José Daniel Barquero sobre él, con la presencia de numerosas autoridades.[cita requerida]
Bernays fue asesor personal, en materia de relaciones públicas, de varios presidentes de Estados Unidos, de la Casa Blanca y de las empresas nacionales e internacionales más importantes del mundo.

## Actividades desarrolladas
Bernays destacó, además, por ser pionero en las investigaciones situacionales al momento de llevar a cabo una acción estratégica, buscando aumentar la competitividad empresarial. Esto se debe al conocimiento e interés por estudiar la fuerza de la opinión pública y sus consecuencias. Por ello, en 1923 publicó el primer libro sobre la profesión, llamado Crystallizing Public Opinion, donde habla sobre la fuerza que tiene la opinión pública, y cómo esta puede influir tanto en el éxito como en el fracaso de ciertas instituciones. Además, resalta que es ella la que juzga el actuar de las organizaciones. Esta fue la primera vez en la historia en que se utilizó la expresión «asesor de relaciones públicas».

## Acciones
Otra de las aportaciones concretas de Bernays recayó en el planteamiento de las ocho etapas fundamentales de las relaciones públicas, que son:
- Definir los objetivos.
- Investigar a los públicos.
- Modificar los objetivos para conseguir las metas realmente alcanzables.
- Decidir la estrategia a realizar.
- Crear y desarrollar el mensaje.
- Programar detalladamente la acción y la organización necesaria para ejecutarla.
- Especificar el plan táctico y su programación temporal.
- Desarrollar las tácticas previamente contemporáneas.

## Logros
Las aportaciones realizadas por Edward Bernays a la profesión radican en el entendimiento y la persuasión de la opinión pública, además de aclarar que la imagen pública no se gestiona directamente, sino que es resultado de las acciones y estrategias realizadas por una organización y de su relación directa con su entorno.[cita requerida]

## Principales aportaciones
Las principales aportaciones de Bernays al ámbito de las relaciones públicas fueron:
- Sentó las bases de las relaciones públicas como una profesión basada en un cuerpo teórico que él mismo definió y estableció, unido a conocimientos científicos que implementó, es decir, la convirtió en ciencia. Posteriormente, otros autores lo han recogido así. Fue pionero no solo en la práctica sino en la teoría y ciencia de las relaciones públicas, y trabajó con gran esfuerzo y dedicación para conseguir que se respetasen e implantasen sus principios, métodos y éticas profesionales, a través de sus conferencias, libros, artículos y otros.
- Integró la práctica de las relaciones públicas a la empresa moderna y a las organizaciones, con las teorías, métodos y la aplicación de las ciencias sociales, antropológicas, económicas, políticas, informativas y de los estudios de la conducta del individuo y sociedad ante ciertos impactos, beneficiándose siempre a la empresa y a sus públicos.
- Tuvo la visión de que las relaciones públicas constituían un mecanismo social que se podría usar para mejorar la sociedad y las organizaciones.
- Contempló la ética y la deontología profesional como una parte integral de las relaciones públicas, a la búsqueda de la responsabilidad social como su principal propósito, logrando que su cliente actuase correctamente y, a su vez, el público lo supiese.
- Fue uno de los primeros en reconocer la valiosa contribución que las mujeres podían hacer a las relaciones públicas, en momentos en los que se gestaban los primeros movimientos feministas y no todos se atrevían a potenciar a la mujer, es más, existían detractores acérrimos de estas ideas.
- Su amplia contribución bibliográfica, con sus más de veinte libros en materia de relaciones públicas y sus sesenta y ocho contribuciones a otros tantos libros, según referencias del profesor Keith A. Larson en su libro Public Relations, Edward L. Bernays and the American Scene: a Bibliography.
- Fue noticia en el New York Times en ciento setenta y ocho ocasiones y en muchísimos otros medios de comunicación de todo el mundo, lo cual ha contribuido a potenciar la imagen y la importancia de las relaciones públicas a nivel internacional (Keith A. Larson).
- Con la creación de esta profesión, cientos de universidades en todo el mundo se dispusieron a difundir sus aportes científicos, incluso países como la Federación Rusa y China, lo que refuerza la investigación de que las relaciones públicas no son solo sinónimo de países capitalistas.
- Hoy en día, las relaciones públicas se pueden considerar una gran industria, ya que mueven miles de millones de euros en todo el mundo y generan millones de puestos de trabajo y riqueza en todo el mundo gracias, en parte, a esos primeros aportes de Bernays.
- Dada la intermediación de la profesión de relaciones públicas internacionales que creó Bernays, se ha firmado la paz en numerosos conflictos bélicos entre países como, por ejemplo: la Conferencia de Paz de París (1919), a la que siguió la firma de los tratados de paz de la Primera Guerra Mundial, en los que intervino el propio Bernays.
- Publicó el primer libro de relaciones públicas en el mundo, Cristallizing Public Opinion, al que seguirían otros muchos durante su vida.[cita requerida]